# Microbotryaceae
Microbotryaceae R.T. Moore – rodzina grzybów z rzędu Microbotryales.

## Charakterystyka
Mikroskopijne grzyby pasożytnicze atakujące rośliny dwuliścienne. Rozprzestrzenione są na całym świecie, odnotowano je nawet na Antarktydzie. Wytwarzają ustilospory przeważnie o fioletowobrunatnej barwie. Kiełkują one w poprzecznie podzieloną przedgrzybnię. Na jej komórkach następnie powstają liczne sporydia dające początek droźdżoidalnej fazie haploidalnej. W dojrzałych septach ścian poprzecznych brak otworów.

## Systematyka
Pozycja w klasyfikacji według Index Fungorum: Microbotryaceae, Microbotryales, Incertae sedis, Microbotryomycetes, Pucciniomycotina, Basidiomycota, Fungi.
Według Dictionary of the Fungi do rodziny tej należą rodzaje:
- Bauerago Vánky 1999
- Kalmanago T. Denchev, Denchev, Kemler & Begerow 2020
- Microbotryum Lév. 1847
- Sphacelotheca de Bary 1884
- Zundeliomyces Vánky 1987